# Saison 4 de True Blood
Chronologie
Saison 3 Saison 5
Cet article présente les douze épisodes de la quatrième saison de la série télévisée américaine True Blood. Cette saison a été diffusée du 26 juin 2011 au 11 septembre 2011 sur HBO.

## Généralités
La série décrit la coexistence entre les humains et les vampires, récemment révélés à la face du monde : à la suite de la mise au point par des scientifiques japonais du Tru Blood, un sang synthétique, les vampires ont fait leur « coming out » à travers le monde, et tentent désormais de s'intégrer à la population. C'est dans ce contexte que Sookie Stackhouse, une jeune serveuse télépathe, rencontre Bill Compton, un vampire de 173 ans dont elle est incapable d'entendre les pensées ; mais cette relation n'est pas vue d'un très bon œil dans la petite bourgade de Bon Temps, où le racisme anti-vampires augmente au fur et à mesure que les meurtres se succèdent.
Cette saison, qui comporte 12 épisodes, suit l'intrigue du quatrième volume Les Sorcières de Shreveport de la saga littéraire La Communauté du Sud.
Aux États-Unis, la série a été diffusée le dimanche, en première partie de soirée à 21h.

## Distribution

### Acteurs principaux
Note : Ici sont listés les acteurs crédités comme principaux.
- Anna Paquin (VF : Chloé Berthier) : Sookie Stackhouse
- Stephen Moyer (VF : Damien Boisseau) : Bill Compton
- Alexander Skarsgård (VF : Nessym Guétat) : Eric Northman
- Ryan Kwanten (VF : Axel Kiener) : Jason Stackhouse
- Rutina Wesley (VF : Sophie Riffont) : Tara Thornton
- Sam Trammell (VF : Alexis Victor) : Sam Merlotte
- Chris Bauer (VF : Gilles Morvan)  : Andy Bellefleur
- Nelsan Ellis (VF : Lucien Jean-Baptiste) : Lafayette Reynolds
- Deborah Ann Woll (VF : Stéphanie Lafforgue) : Jessica Hamby
- Joe Manganiello (VF : Arnaud Arbessier) : Alcide Herveaux
- Jessica Tuck (VF : Emmanuèle Bondeville) : Nan Flanagan
- Marshall Allman (VF : Brice Ournac) : Tommy Mickens
- Kevin Alejandro (VF : Frédéric Popovic) : Jesus Velasquez
- Kristin Bauer (VF : Dominique Vallée) : Pamela Swynford De Beaufort
- Todd Lowe (VF : Philippe Sollier) : Terry Bellefleur
- Jim Parrack (VF : Francis Benoît) : Hoyt Fortenberry
- Carrie Preston (VF : Véronique Alycia) : Arlene Fowler
- Fiona Shaw (VF : Frédérique Tirmont) : Marnie Stonebrook
- Janina Gavankar (VF : Géraldine Asselin) : Luna Garza
- Lauren Bowles (VF : Anne Deleuze) : Holly Cleary

## Production

### Casting
Le 8 novembre 2010, Deadline rapporte que l'actrice de théâtre et metteuse en scène Fiona Shaw a été engagée pour interpréter Marnie, une liseuse de bonne aventure timide possédée par l'esprit d'une puissante sorcière.
L'ancienne actrice de Dexter, Courtney Ford, jouera le rôle de la sœur d'Andy Bellefleur, Portia Bellefleur.
L'acteur Dane De Haan (En analyse) a été choisi pour interpréter Timbo.
Le 23 novembre, Deadline rapporte que Jessica Tuck, qui interprète Nan Flanagan, est promue au rang d'actrice principale cette saison. Trois nouvelles actrices rejoignent également la distribution : Janina Gavankar jouera l'institutrice Luna qui est également une changeling ; Alexandra Breckenridge aura le rôle d'une sorcière nommée Daisy et Vedette Lim interprétera Naomi, une féroce lutteuse.
Daniel Buran a été annoncé pour interpréter Raoul, le chef de la meute de loups-garous de Shreveport et supérieur d'Alcide, ; le nom de ce personnage s'avère finalement être Marcus Bozeman. Comme dans les saisons précédentes, Allan Hyde reprend son rôle de Godric et Gary Cole a été choisi pour interpréter Earl Stackhouse.

### Tournage
Le tournage de la saison a commencé à Los Angeles le 1er décembre 2010. Le créateur de la série, Alan Ball, a confirmé que, comme dans quatrième opus des romans de Charlaine Harris, les sorcières auront un rôle majeur dans la quatrième saison.

## Résumé
Quand Sookie revient du monde des fées, treize mois se sont écoulés et Bill est devenu le roi de Louisiane. Un nouveau groupe de sorcières s'est formé à Bon Temps, mais les vampires y voient une menace quand Marnie, la chef du groupe, acquiert des pouvoirs de nécromancienne.

## Liste des épisodes

### Épisode 1:Elle n'est pas là
- États-Unis : 26 juin 2011 sur HBO
- France : 18 octobre 2011 sur Orange Cinémax[12],[13]
- Québec : 23 octobre 2011 sur Super Écran
- Suisse : sur TSR1
- Belgique : sur BeTV

- États-Unis : 5,42 millions de téléspectateurs (première diffusion)[14]

- Crédités guest starring : 
  - Gary Cole (Earl Stackhouse)
  - Lara Pulver (Claudine Crane)
  - Rebecca Wisocky (Reine Mab)
  - Dane DeHaan (Timbo)
  - Courtney Ford (Portia Bellefleur)
  - Dale Raoul (Maxine Fortenberry)
  - Vedette Lim (Naomi)
  - Alexandra Breckenridge (Katerina Pellham)
  - Chris Coy (Barry)
  - Neil Hopkins (Claude Crane)
  - Clay Wilcox (Ernie)
  - Christina Moore (Suzanne McKittrick)
  - Chris Butler (Emory Broome)
  - William Schallert (Le Maire Norris)
  - Randy Wayne (Matt)
  - Dean Chekvala (Roy)
  - Dendrie Taylor (Beverleen)
  - Fiona Dourif (Casey)
- Créditée co-starring : 
  - Blaine Saunders (Becky)

### Épisode 2:Tu as le fumet d'un dîner
- États-Unis : 3 juillet 2011 sur HBO
- France : 18 octobre 2011 sur Orange Cinémax[13]
- Québec : 30 octobre 2011 sur Super Écran

- États-Unis : 2,9 millions de téléspectateurs (première diffusion)[15]

- Crédités guest starring : 
  - Evan Rachel Wood (Sophie-Anne Leclerq)
  - Lindsay Pulsipher (Crystal Norris)
  - Dane DeHaan (Timbo)
  - Courtney Ford (Portia Bellefleur)
  - James Harvey Ward (Felton Norris)
  - Alexandra Breckenridge (Katerina Pellham)
  - Vedette Lim (Naomi)
  - Randy Wayne (Matt)
  - Christina Moore (Suzanne McKittrick)
  - Chris Butler (Emory Broome)
  - Dean Chekvala (Roy)
  - Dendrie Taylor (Beverleen)
  - Fiona Dourif (Casey)
  - E.J. Callahan (Luther)
- Créditée co-starring : 
  - Blaine Saunders (Becky)

Un passage du passé de Bill, grâce à un flashback des années 1980 explique comment et pourquoi il a tué Sophie-Anne, l'ancienne reine de Louisiane : il devait préparer le terrain à la Grande Révélation. Par ailleurs, l'identité du ravisseur de Jason est révélée : c'est toute la communauté de Hotshot qui veut le garder ; le frère de Sookie se retrouve avec de nouveaux problèmes, et ses ennuis sont loin d'être terminés. Même le passage d'Andy à Hotshot, venu pour récupérer du V, ne change rien à l'affaire.
De son côté, Sookie retrouve enfin Tara, qui revient à Bon Temps après le message de Lafayette. Sookie découvre également qu'Eric devient de plus en plus envahissant, à tel point qu'il s'est préparé un cocon chez elle, afin de pouvoir y dormir le jour. Très agacée, elle décide d'aller voir Pam pour lui demander de l'aide. Mais cette dernière lui conseille plutôt de réfléchir à la proposition d'Eric. En chemin, Sookie croise Jessica qui, après s'être encore disputée avec Hoyt, est allée au Fangtasia pour se nourrir d'un jeune homme qui l'avait draguée lors d'une précédente rencontre.

### Épisode 3:Si tu m’aimes, pourquoi je meurs?
- États-Unis : 10 juillet 2011 sur HBO
- France : 25 octobre 2011 sur Orange Cinémax[13]
- Québec : 6 novembre 2011 sur Super Écran

- États-Unis : 5,04 millions de téléspectateurs (première diffusion)[16]

- Créditée special guest starring : 
  - Brit Morgan (Debbie Pelt)
- Crédités guest starring : 
  - Lindsay Pulsipher (Crystal Norris)
  - Dane DeHaan (Timbo)
  - Courtney Ford (Portia Bellefleur)
  - James Harvey Ward (Felton Norris)
  - Lara Pulver (Claudine Crane)
  - Dale Raoul (Maxine Fortenberry)
  - Tara Buck (Ginger)
  - Paola Turbay (Antonia)
  - James McCauley (Paul McClatchy)
  - Dean Chekvala (Roy)
  - Dendrie Taylor (Beverleen)
  - Fiona Dourif (Casey)
  - E.J. Callaghan (Luther)
- Créditée co-starring : 
  - Blaine Saunders (Becky)

Sookie se retrouve malgré elle à protéger Eric, désormais totalement amnésique à la suite du rituel des sorcières de Shreveport. Il ignore ainsi qu'il a semé un vent de panique dans le groupe de wiccans, persuadés qu'il reviendra. Quand Pam apprend la situation, elle pense qu'il s'agissait d'un piège de Bill et qu'il a utilisé les sorciers pour se débarrasser de son rival. Bill, inquiet de n'avoir pas de nouvelles, s'engage dans un partenariat plus avancé avec Portia Bellefleur tout en se montrant attentif aux problèmes de cœur et de vampire de Jessica.
Jason est toujours détenu par les panthères-garous de Hotshot, où il subit les attaques de Crystal et Felton qui visent à faire de lui une panthère-garou afin d'assurer la paternité de leur clan. Son absence laisse Andy Bellefleur hors de contrôle et en état de manque de sang de vampire.
Le retour de Tara à Bon Temps ravit Sam, qui doit encore gérer les frasques de son frère, Tommy : celui-ci a appris que la maison de Maxine Fortenberry est sur un gisement de gaz naturel, et espère bien profiter de cette information pour la dépouiller . Par ailleurs, Sam se rapproche de Luna, qu'il retrouve dans un groupe de parole de métamorphes.

### Épisode 4:Je vis et je brûle
- États-Unis : 17 juillet 2011 sur HBO
- France : 25 octobre 2011 sur Orange Cinémax[13]
- Québec : 13 novembre 2011 sur Super Écran

- États-Unis : 5,1 millions de téléspectateurs (première diffusion)[17]

- Créditée special guest starring : 
  - Brit Morgan (Debbie Pelt)
- Crédités guest starring : 
  - Lindsay Pulsipher (Crystal Norris)
  - Courtney Ford (Portia Bellefleur)
  - Dale Raoul (Maxine Fortenberry)
  - James Harvey Ward (Felton Norris)
  - Paola Turbay (Antonia)
  - J. Smith-Cameron (Melinda Mickens)
  - Cooper Huckabee (Joe Lee Mickens)
  - Katherine Helmond (Caroline Bellefleur)
  - E.J. Callahan (Luther)
  - Blaine Saunders (Becky)
- Crédités co-starring : 
  - Chloe Noelle (Emma Garza)
  - Alec Gray (Coby Fowler)
  - Laurel Weber (Lisa Fowler)

Le sang de Claudine a un effet étonnant sur Eric : Sookie voit qu'il est comme ivre et résiste bien mieux à la lumière du soleil. Il faudra l'aide d'Alcide et son odorat pour qu'ils le retrouvent, se baignant dans le lac, avant qu'il ne se consume.
Jason est toujours captif et réduit à devoir enfanter toutes les femmes de Hotshot, mais quand une adolescente vient à son tour, il parvient à la convaincre de l'aider à le libérer. Malgré ses blessures, Jason tue dans sa fuite l'un des panthères-garou avant de fuir le village ainsi que Crystal, qui est sûre qu'il reviendra, car il fait désormais partie des leurs. Jason rejoint finalement la route, où il est récupéré par Hoyt et Jessica.
Sam essaie de se lier un peu plus avec Luna, et découvre qu'elle a une fille née d'une liaison avec un loup-garou très jaloux. Le métamorphe ne s'inquiète donc pas du sort de son frère Tommy, qui est retourné auprès de sa mère. Mais ce dernier se fait capturer par son père qui veut le remettre sur le ring.
Bill est présenté à la famille Bellefleur par Portia, mais au cours de la soirée, il découvre qu'ils sont liés par le sang : les Bellefleur sont des descendants de Bill. Troublé autant par cette révélation que par la disparition d'Eric, il essaie de forcer la porte de Sookie avant de se résigner.

### Épisode 5:Le Diable et moi
- États-Unis : 24 juillet 2011 sur HBO
- France : 1er novembre 2011 sur Orange Cinémax[13]
- Québec : 20 novembre 2011 sur Super Écran

- États-Unis : 5,26 millions de téléspectateurs (première diffusion)[18]

- Créditée special guest starring : 
  - Adina Porter (Lettie Mae Thornton Daniels)
- Crédités guest starring : 
  - Courtney Ford (Portia Bellefleur)
  - Peter Macdissi (Luis)
  - Allan Hyde (Godric)
  - Vedette Lim (Naomi)
  - Alexandra Breckenridge (Katerina Pellham)
  - Paola Turbay (Antonia)
  - Gregg Daniel (Reverend Daniels)
  - Dan Buran (Marcus Bozeman)
  - Del Zamora (Don Bartolo)
  - J. Smith-Cameron (Melinda Mickens)
  - Cooper Huckabee (Joe Lee Mickens)
  - Annie Fitzgerald (Kirsch)
  - Ismael Carlo (Don Santiago)
- Crédités co-starring : 
  - Damion Poitier (Duprez)
  - Aaron Perilo (Blackburn)
  - Gabriel Solis (jeune Jesus)

Tommy, agressé par son père, se défend et tue ce dernier, ainsi que sa mère. Avec l'aide de Sam, il se débarrasse des deux corps dans la rivière.
Marnie, après avoir jeté un sort de décomposition sur la peau de Pam, s'évanouit. Lorsqu'elle reprend ses esprits, elle explique à Lafayette, Tara et Jesus qu'elle est possédée. Elle se retrouve alors seule, Lafayette et Jesus décidant de partir au Mexique retrouver le grand-père de l'infirmier, un brujo puissant. 
Arlene et Terry, paniqués par les phénomènes que provoque leur bébé Mickey, font appel au révérend Daniels pour purifier la maison des mauvais esprits. Lettie Mae, la mère de Tara, est devenue l'épouse de celui-ci.
Eric, toujours privé de sa mémoire et hébergé chez Sookie, rêve de son créateur, Godric, qui a déjà rencontré la véritable mort. Ce dernier lui dit qu'Eric est incapable d'aimer et lui ordonne de boire le sang de Sookie. À son réveil, il est sur le point de céder mais Sookie se réveille à temps. Eric lui explique qu'il a fait un mauvais rêve. Il est alors persuadé d'être méchant mais Sookie le rassure et accepte qu'il dorme avec elle jusqu'au lever du jour.
Jason, retrouvé par Jessica et Hoyt sur le bord de la route, prend le sang de la jeune vampire afin de soigner ses multiples blessures que lui ont fait les panthères-garou. Plus tard, au Merlotte, il décide de se confier à Hoyt sur ces mauvaises aventures, avant que les effets du sang de vampire ne le fassent fantasmer sur Jessica. 
Bill, après avoir « convaincu » Portia d'abandonner tout espoir de liaison avec lui en raison de leur parenté, s'implique plus dans le problème des nécromanciens en faisant capturer Marnie. Il l'hypnotise afin d'obtenir des réponses à ses questions, mais comprend à son tour qu'elle est possédée par l'esprit d'une sorcière ayant causé beaucoup de tort aux vampires pendant l'Inquisition.
Tara décide de repartir à la Nouvelle-Orléans pour retrouver sa petite amie, qui a malheureusement découvert sa véritable identité. Plus tôt, étant chez Sookie, elle a également vu où se cachait Éric.  

### Épisode 6:J’aurais aimé être la Lune
- États-Unis : 31 juillet 2011 sur HBO
- France : 1er novembre 2011 sur Orange Cinémax[13]
- Québec : 27 novembre 2011 sur Super Écran

- États-Unis : 5,19 millions de téléspectateurs (première diffusion)[19]

- Créditée special guest starring : 
  - Brit Morgan (Debbie Pelt)
- Crédités guest starring : 
  - Peter Macdissi (Luis)
  - Dale Raoul (Maxine Fortenberry)
  - Vedette Lim (Naomi)
  - Paola Turbay (Antonia)
  - Nondumiso Tembe (Mavis)
  - Dan Buran (Marcus Bozeman)
  - Del Zamora (Don Bartolo)
  - Ismael Carlo (Don Santiago)
- Crédités co-starring : 
  - Alec Gray (Coby Fowler)
  - Laurel Weber (Lisa Fowler)
  - J.D. Mata (Tio Luca)

Bill fait mettre aux arrêts Eric alors qu'il allait faire l'amour avec Sookie. Devant la menace que ce dernier représente maintenant qu'il est contrôlé par une nécromancienne, Bill demande que l'Autorité lui permette de le tuer ; requête acceptée.
Le lendemain, après l'incendie, Sam découvre les ruines de la maison qu'il louait à Arlene et Terry, miraculeusement indemnes ainsi que leur bébé Mickey, qui se trouvait dehors au moment où la maison explosait. Cet événement, qui rapproche curieusement Andy et Holly, accapare Sam qui confie les rênes du Merlotte's à son frère. Or, ce dernier, depuis le meurtre de ses parents, peut prendre une autre apparence humaine : il est devenu un métamorphe skinwalker. Il découvre cette capacité en se transformant involontairement en Sam. Il en profite pour renvoyer Sookie, séduire quelques clientes et coucher avec Luna avant de perdre connaissance.
À Shreveport, Alcide voit d'un mauvais œil la décision de Debbie de rejoindre la meute de la ville. Le loup solitaire accepte à contre-cœur de la suivre.
C'est dans cette ambiance troublée que Naomi découvre la véritable vie de sa petite amie, Tara. À peine arrivée au Merlotte, elles voient Jessica accourir aux côtés de Jason, dont elle a ressenti la peur par le lien du sang. En effet, c'est la pleine lune et les bois sont un lieu propice aux rencontres surnaturelles. Ceci n'effraie pas Sookie qui part à la recherche de Jason, rassurée par Alcide et Debbie qui lui ont affirmé que Jason n'est pas devenu un panthère-garou.
Au Mexique, Jesus essaie toujours de convaincre son grand-père de l'aider, mais ce dernier fait plus confiance aux pouvoirs de Lafayette : pendant le rituel, le vieux sorcier prend un serpent à sonnette pour qu'il morde Jesus, et c'est Lafayette qui se fait posséder par un esprit afin qu'il guérisse son compagnon.

### Épisode 7:La Lumière froide et grise de l’aube
- États-Unis : 7 août 2011 sur HBO
- France : 8 novembre 2011 sur Orange Cinémax[13]
- Québec : 4 décembre 2011 sur Super Écran

- États-Unis : 5,14 millions de téléspectateurs (première diffusion)[20]

- Créditée special guest starring : 
  - Brit Morgan (Debbie Pelt)
- Crédités guest starring : 
  - Dean Chekvala (Roy)
  - Fiona Dourif (Casey)
  - Annie Fitzgerald (Kirsch)
  - Daniel Buran (Marcus Bozeman)
  - Nondumiso Tembe (Mavis)
  - Stephanie Erb (Luellen)
  - Dale Raoul (Maxine Fortenberry)
  - Dendrie Taylor (Beverleen)
  - Peter Macdissi (Luis)
  - Tara Buck (Ginger)
  - Vedette Lim (Naomi)
  - Alexandra Breckenridge (Katerina Pellham)
  - Del Zamora (Don Bartolo)
  - Lauren Pritchard (Coralee)
  - Missy Doty (Vonetta)
- Crédités co-starring : 
  - Marcia de Rousse (Dr. Ludwig)
  - Damion Poitier (Duprez)
  - Brandon Molale (Bucky Featherstone)
  - Aaron Perilo (Blackburn)
  - Drew James (Chuck)
  - Brendan McCarthy (Nate)
  - Chad Todhunter (Trevor)

Marnie alias Antonia fait passer un message à Bill : « résurrection ». Il ordonne alors aux vampires, via les shérifs, de s'enchainer avec de l'argent dans leurs cercueils pour espérer pouvoir survivre la journée suivante. Eric se résout à faire de même et reste auprès de Sookie ; il appréhende toujours de retrouver la mémoire, par peur de perdre Sookie. Pam subit un traitement pour retrouver une apparence humaine avant  de rejoindre son cercueil.
Sam et Luna découvrent que Tommy a pris l'apparence de son frère ; Sam le contraint alors à partir.
Lafayette apprend par le grand-père de Jesus qu'il est médium. Ce nouveau don lui fait peur, mais il lui permet de voir que le fils d'Arlene est hanté par un esprit.
Le rendez vous d'Andy avec Holly est un échec. Jessica et Hoyt réfléchissent sur l'avenir de leur relation. Alcide et Debbie rejoignent la meute de loups-garous de Shreveport.

### Épisode 8:Les Liens du sort
- États-Unis : 14 août 2011 sur HBO
- France : 8 novembre 2011 sur Orange Cinémax[13]
- Québec : 11 décembre 2011 sur Super Écran

- États-Unis : 5,3 millions de téléspectateurs (première diffusion)[21]

- Créditée special guest starring : 
  - Brit Morgan (Debbie Pelt)
- Crédités guest starring : 
  - Dean Chekvala (Roy)
  - Fiona Dourif (Casey)
  - Annie Fitzgerald (Kirsch)
  - Daniel Buran (Marcus Bozeman)
  - Nondumiso Tembe (Mavis)
  - Stephanie Erb (Luellen)
  - Dale Raoul (Maxine Fortenberry)
  - Dendrie Taylor (Beverleen)
  - James McCauley (Paul McClatchy)
- Crédités co-starring : 
  - Damion Poitier (Duprez)
  - Brandon Molale (Bucky Featherstone)
  - Aaron Perilo(Blackburn)
  - Drew James (Chuck)
  - Brendan McCarthy (Nate)
  - John Rezig (Kevin Ellis)
  - Chloe Noelle (Emma Garza)
  - Chad Todhunter (Trevor)

Jason arrive à temps pour sauver Jessica, qui ne peut s'empêcher de l'embrasser. Le sort d'Antonia est rompu mais les vampires attendent la nuit pour se détacher de leurs chaines. Jessica quitte Hoyt pour ensuite aller voir Jason mais celui-ci est en colère car elle a brisé le cœur de son meilleur ami. Il lui retire son invitation.
Loin de tout cela, Sookie et Eric échangent leur sang, ce qui provoque une réaction forte chez les deux amants qui rêvent éveillés.
Une guerre a commencé : Vampires contre Sorcières. La meute que viennent de rejoindre Alcide et Debbie refuse de prendre part à ce conflit, et Debbie fait promettre à son homme de ne pas choisir de suivre Sookie dans cette guerre ; il accepte, mais pour peu de temps.
Lafayette s'ouvre et en apprend plus sur l'esprit qui hante le fils de Terry et Arlene : c'est une femme noire qui a eu un enfant illégitime avec un homme blanc marié, et celui-ci a tué l'enfant pour garder son secret. L'esprit possède Lafayette avant d'aller enlever le bébé chez les Bellefleur.

### Épisode 9:Sortons d'ici
- États-Unis : 21 août 2011 sur HBO
- France : 15 novembre 2011  sur Orange Cinémax[13]
- Québec : 18 décembre 2011 sur Super Écran

- États-Unis : 5,53 millions de téléspectateurs (première diffusion)[22]

- Créditée special guest starring : 
  - Brit Morgan (Debbie Pelt)
- Crédités guest starring : 
  - Dean Chekvala (Roy)
  - Fiona Dourif (Casey)
  - Annie Fitzgerald (Kirsch)
  - Daniel Buran (Marcus Bozeman)
  - Nondumiso Tembe (Mavis)
  - Stephanie Erb (Luellen)
- Crédités co-starring : 
  - Damion Poitier (Duprez)
  - Aaron Perilo (Blackburn)
  - Brendan McCarthy (Nate)
  - Galadriel Stineman (Joyce Watney)
  - Chloe Noelle (Emma Garza)
  - Chad Todhunter (Trevor)
  - Grant et Wyatt Ollivier (Mikey Bellefleur)

Sookie est sauvée par Alcide et Bill, qui lui donne son sang, ce qui la fait fantasmer sur ses deux amants vampires. Comme elle s'inquiète plus pour Eric que pour elle, Alcide lui tourne le dos et rejoint la meute de Marcus. Celui-ci souhaite s'occuper de Sam et lui fixe un rendez-vous par l'intermédiaire de Tommy, mais c'est ce dernier qui s'y rend avec l'apparence de son frère. Il se fait violemment frapper jusqu'à ce qu'Alcide décide de mettre fin au passage à tabac.
Antonia est résolue à frapper un grand coup en utilisant Eric pour tuer Bill lors de la convention sur la tolérance que les vampires préparent. Tous les wiccans, sauf Roy, refusent car leur but premier n'est pas de tuer les vampires mais seulement de s'en protéger. Antonia choisit alors de lancer un sort afin de les retenir en otage à l'Emporium de la Déesse Lune.
Lafayette, possédé par Mavis qui a enlevé Mikey, se rend dans l'ancienne demeure de l'esprit, aujourd'hui chez Hoyt. Jason, Andy, puis Arlene et Terry essaient d'entrer, mais c'est Jesus qui, par un rituel de sorcellerie, parvient à apaiser l'esprit en déterrant son corps et celui de son bébé.

### Épisode 10:La maison brûle
- États-Unis : 28 août 2011 sur HBO
- France : 15 novembre 2011  sur Orange Cinémax[13]
- Québec : 25 décembre 2011 sur Super Écran

- États-Unis : 5,31 millions de téléspectateurs (première diffusion)[23]

- Créditée special guest starring : 
  - Brit Morgan (Debbie Pelt)
- Crédités guest starring : 
  - Paola Turbay (Antonia)
  - Dean Chekvala (Roy)
  - Fiona Dourif (Casey)
  - Annie Fitzgerald (Kirsch)
  - Daniel Buran (Marcus Bozeman)
  - Stephanie Erb (Luellen)
- Crédités co-starring : 
  - Damion Poitier (Duprez)
  - Aaron Perilo (Blackburn)
  - Chad Todhunter (Trevor)
  - Brendan McCarthy (Nate)
  - Galadriel Stineman (Joyce Watney)

La convention sur la tolérance tourne au bain de sang jusqu'à ce que Sookie utilise son pouvoir pour libérer l'emprise d'Antonia sur Éric afin que ce dernier ne tue pas Bill. Le désenvoûtement ramène également les souvenirs d'Eric. La vision des blessés crée par ailleurs une rupture entre l'esprit d'Antonia et Marnie, et c'est la wiccane qui convainc la nécromancienne de continuer le combat.
Devant le risque, Bill prend les devants et planifie pour la nuit suivante une grande offensive contre la secte wiccane. Nan désapprouve et Sookie refuse de risquer la vie de Tara, toujours captive, mais Bill n'abandonne pas.
Terry découvre que son cousin Andy est dépendant au V. Il l'emmène de force dans leur refuge d'enfance où il passe la journée à forcer Andy à admettre sa dépendance ; leur journée seuls leur permet également de régler leurs comptes.
Alcide amène Tommy mourant auprès de son frère ; Sam lui pardonne mais jure de le venger. Ils ignorent cependant que Marcus et Debbie deviennent de plus en plus proches.

### Épisode 11:Âme de feu
- États-Unis : 4 septembre 2011 sur HBO
- France : 22 novembre 2011  sur Orange Cinémax[13]
- Québec : 1er janvier 2012 sur Super Écran

- États-Unis : 4,39 millions de téléspectateurs (première diffusion)[24]

- Créditée special guest starring : 
  - Brit Morgan (Debbie Pelt)
- Crédités guest starring : 
  - Paola Turbay (Antonia)
  - Dean Chekvala (Roy)
  - Annie Fitzgerald (Kirsch)
  - Damion Poitier (Duprez)
  - Daniel Buran (Marcus Bozeman)
  - Fiona Dourif (Casey)
  - Stephanie Erb (Luellen)
  - Kristina Anapau (Maurella)
- Crédités co-starring : 
  - Chad Todhunter (Trevor)
  - Brendan McCarthy (Nate)
  - Chloe Noelle (Emma Garza)

Bill, Jessica, Eric et Pam s'apprêtent à faire exploser le repaire des sorcières, mais Jason toujours sur les lieux leur apprend que Sookie est retenue à l'intérieur et qu'un sortilège protège l'Emporium. Les vampires sont prêts à négocier avec Antonia, mais la réaction de Pam y met définitivement fin. Les sorciers entament alors un rituel qui ensorcelle les vampires; Sookie fait appel à son pouvoir pour le faire cesser, ce qui provoque la colère noire de la nécromancienne. Pendant ce temps, Jesus et Lafayette préparent un rituel pour libérer l'esprit d'Antonia mêlé à celui de Marnie. Ils y parviennent et brisent ainsi le mur de protection. Les vampires se rendent alors immédiatement dans le bâtiment et tuent la nécromancienne.
Sam règle ses comptes avec Marcus, et c'est Alcide qui finit par tuer ce dernier, avant de renier Debbie. 
Dans la forêt, Andy fait la rencontre d'une fée, qui lui demande de lui faire l'amour.
Jessica et Jason se rapprochent.

### Épisode 12:Quand je mourrai
- États-Unis : 11 septembre 2011 sur HBO
- France : 22 novembre 2011  sur Orange Cinémax[13]
- Québec : 8 janvier 2012 sur Super Écran

- États-Unis : 5,05 millions de téléspectateurs (première diffusion)[25]

- Crédités special guest starring : 
  - Brit Morgan (Debbie Pelt)
  - Lois Smith (Adele Stackhouse)
  - Michael Raymond James (Rene Lenier)
  - Michael McMillian (Steve Newlin)
  - Scott Foley (Patrick Devins)
- Crédités guest starring : 
  - Dale Raoul (Maxine Fortenberry)
  - Paola Turbay (Antonia)
  - Tara Buck (Ginger)
  - Jayden Lund (Doug)
- Crédités co-starring : 
  - Alec Gray (Coby Fowler)
  - Laurel Weber (Lisa Fowler)
  - Chloe Noelle (Emma Garza)

C'est le soir de Halloween à Bon Temps, et les esprits des morts rôdent.
Marnie, dans le corps de Lafayette, acquiert par un rituel le pouvoir de brujo de Jesus en le tuant, et compte l'utiliser pour se venger de Bill et Eric. Holly, aidée de Sookie et Tara, lancent une incantation pour combattre Marnie ; elles rappellent ainsi les esprits du cimetière tout proche, appelant ainsi la grand-mère de Sookie, mais aussi Antonia, qui libèrent Marnie et l'emmènent au paradis.